# خیریسی (شهری در تروا)
خیریسی ( یونانی: Χρύση)، یا خیریسه (Χρύσα) ، شهری در تروا باستانی بود که توسط پلینی در ساحل شمال کپ بابا ذکر شده‌است . 
خریسه در نزدیکی گوزتپه امروزی واقع شده است. 